# Trebitz (Brück)

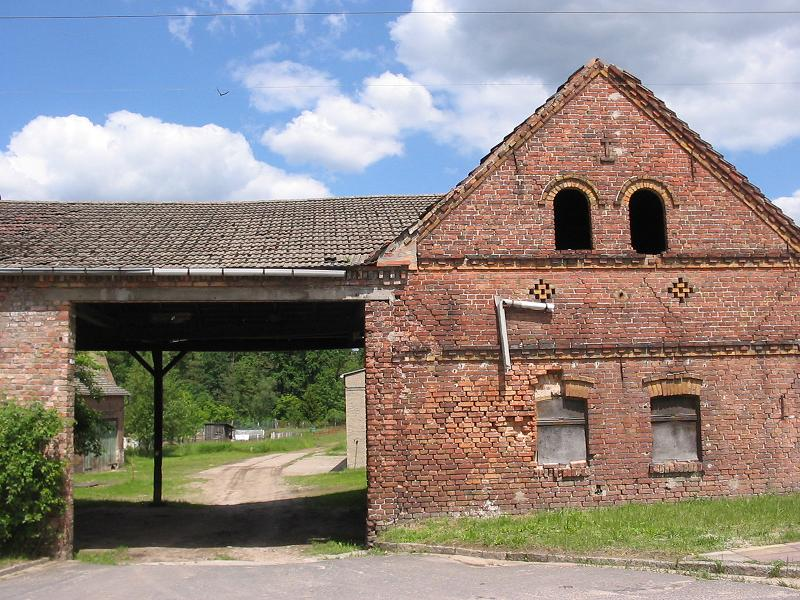
Scheune in Trebitz

Das  Dorf Trebitz ist ein Gemeindeteil der Stadt Brück im Brandenburger Landkreis Potsdam-Mittelmark.
Der Ort mit etwa 250 Einwohnern gehört zum Naturpark Hoher Fläming und liegt am südöstlichen Rand des Naturschutzgebietes Belziger Landschaftswiesen am Baruther Urstromtal.  Der Kern des landwirtschaftlich geprägten Dorfes verläuft parallel zum Fläminghauptfließ Plane.

## Lage und naturräumliche Einbindung

### Nachbarn und Verkehrsanbindung
Der östliche Ortseingang von Trebitz befindet sich rund 50 Meter westlich der Bundesstraße 246 (B 246), an der sich das direkt angrenzende Nachbardorf Gömnigk entlangzieht. Knapp einen Kilometer nordöstlich folgt an der B 246 der Brücker Vorort Rottstock und dann Brück selbst. Im Südwesten liegt an der B 246 in rund vier Kilometern Entfernung der Bad Belziger Ortsteil Neschholz.

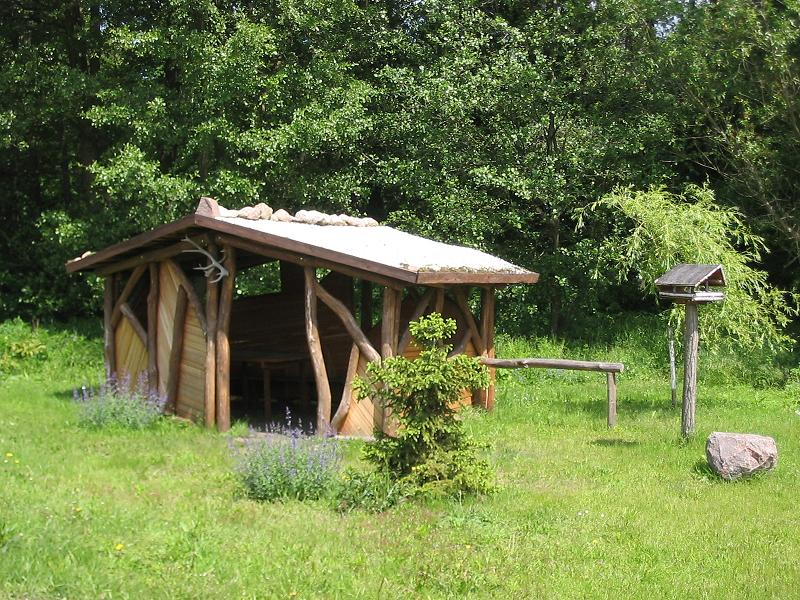
Rastplatz am
Europaradweg R1

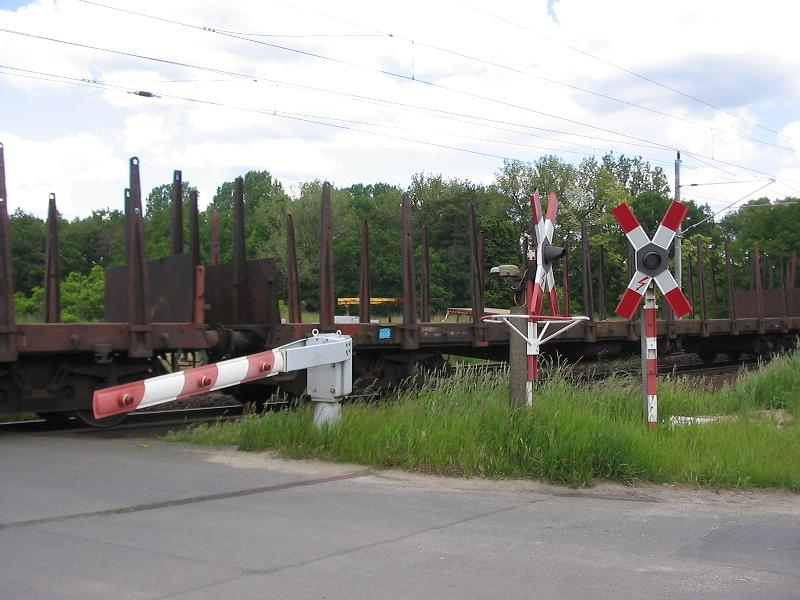
Trasse der Wetzlarer Bahn mitten in Trebitz

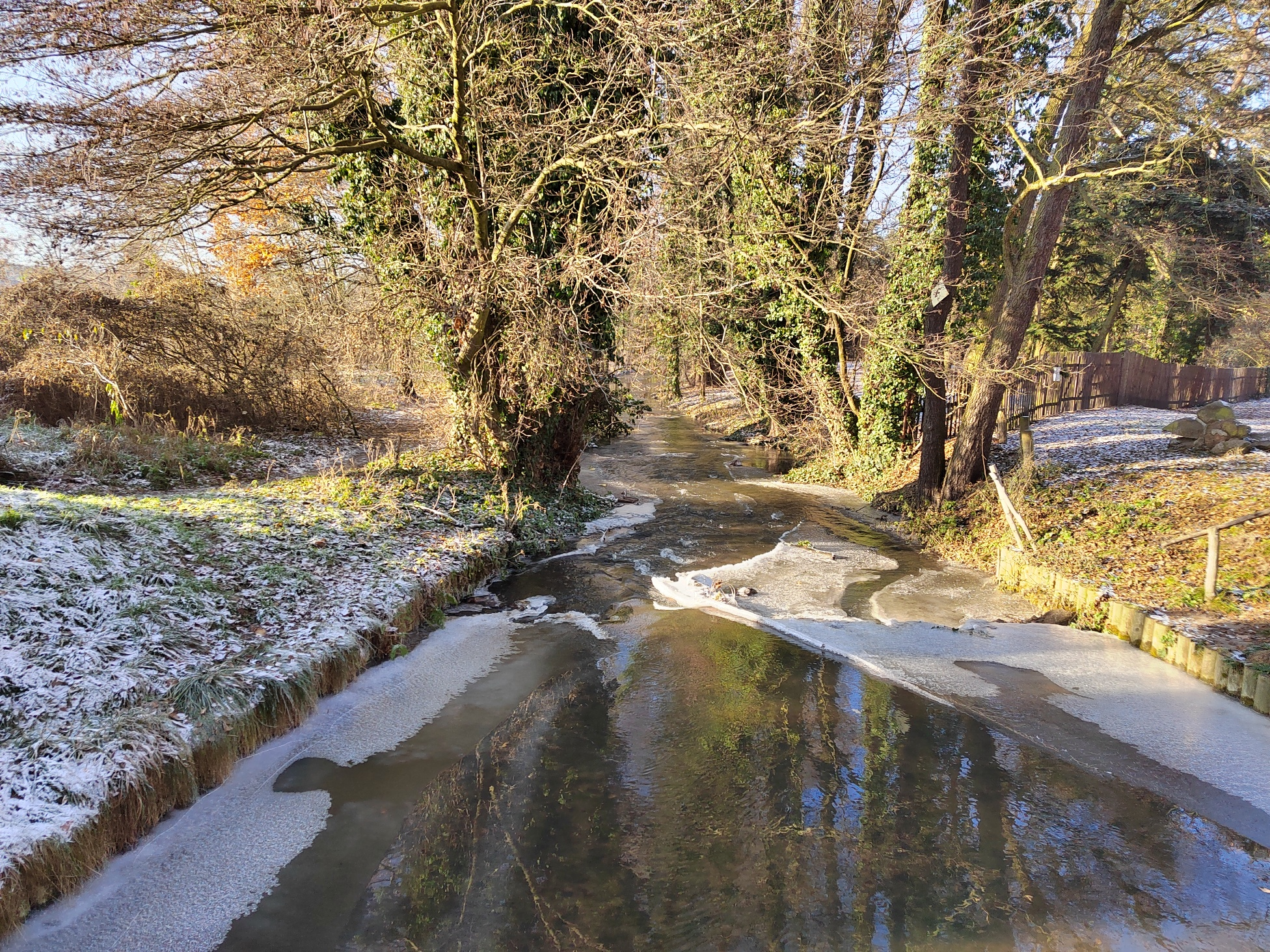
Die Plane im Winter von der Planebrücke aus

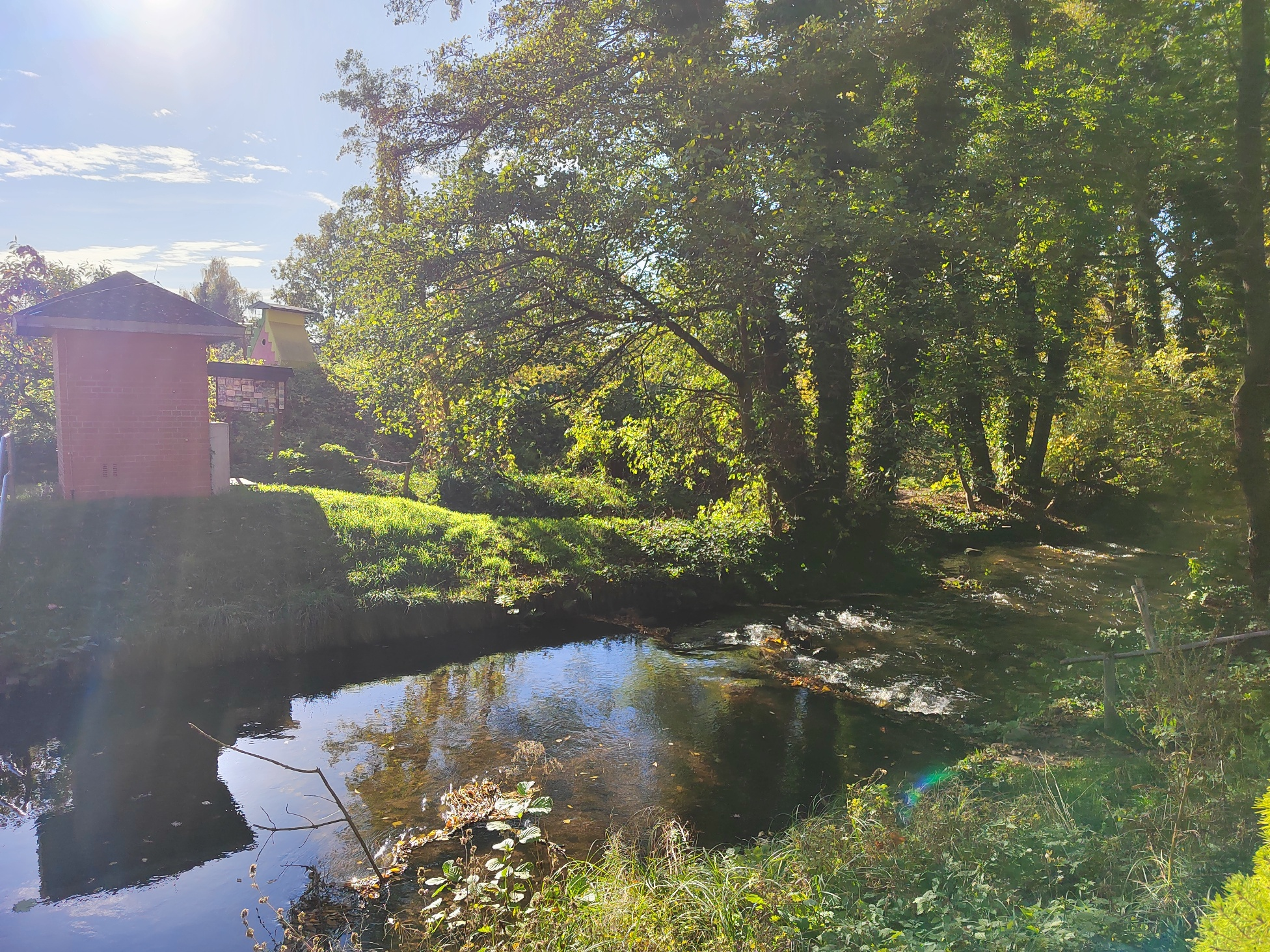
Pegelmessstation in Trebitz an der Planebrücke

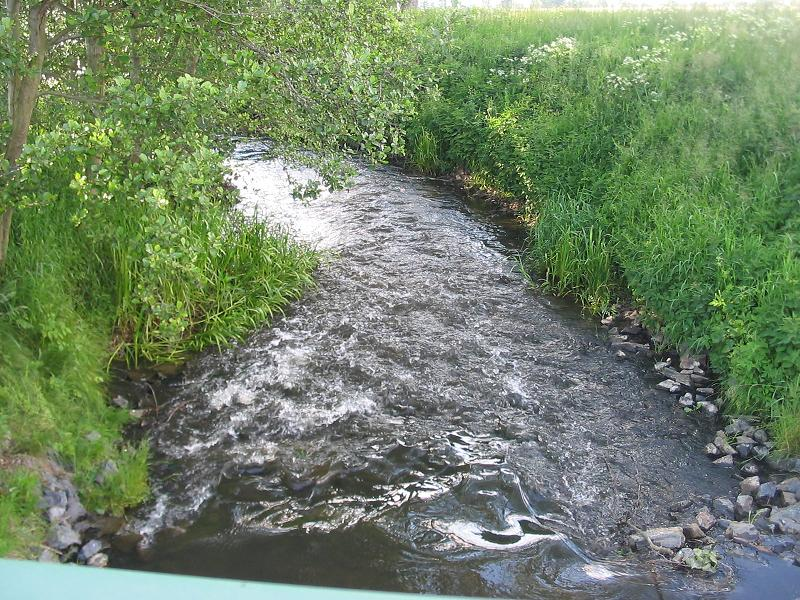
Plane bei Trebitz

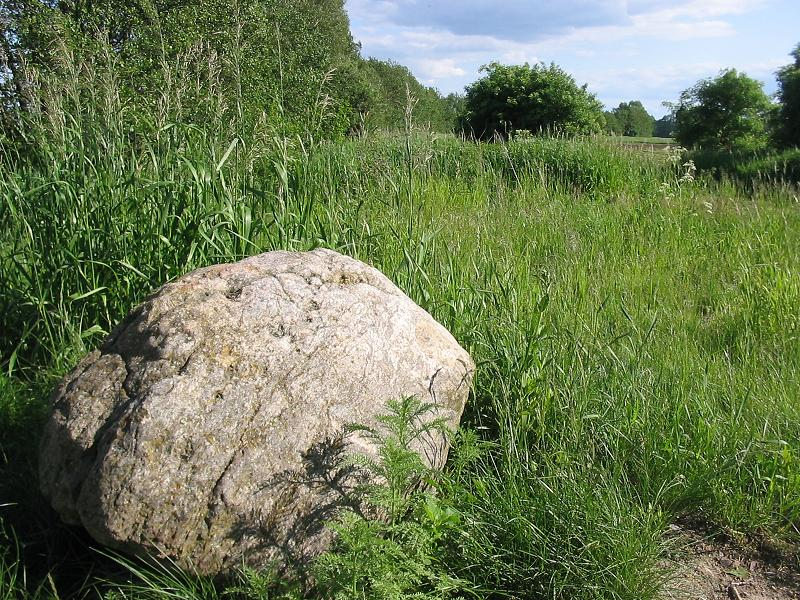
Belziger Landschaftswiesen bei Trebitz mit Findling

Direkt westlich befindet sich in rund drei Kilometern Luftlinienentfernung das Dorf Baitz, das als Ortsteil gleichfalls zur Stadt Brück gehört. Allerdings ist Baitz per Straße nicht direkt erreichbar, sondern nur über den Umweg Neschholz. Die auf Karten eingezeichnete Direktverbindung von Trebitz nach Baitz am Südrand der Belziger Landschaftswiesen ist für den Autoverkehr gesperrt und Bestandteil des rund 960 Kilometer langen Europaradweg R1  (gleichzeitig „Tour Brandenburg“), der über die Plane hinweg und dann parallel zur Kleinen Plane weiter nach Brück führt. Zwischen die beiden Brücker Dörfer Trebitz und Baitz schiebt sich mit der Neschholzer Heide die Gemarkung von Neschholz und damit die Stadt Bad Belzig, die sich über den Radweg für ein kurzes Stück bis in die Landschaftswiesen erstreckt.  In südlicher Richtung folgt an der Plane die gleichfalls Neschholzer Wühlmühle. In nördlicher Richtung hat Trebitz keinen Nachbarn, denn die sich nach Norden ausdehnenden Landschaftswiesen sind siedlungsfrei.
Durch Trebitz führt die Trasse der Wetzlarer Bahn, der Eisenbahnstrecke zwischen Berlin und Dessau. 2× in der Stunde verkehrt der Regional-Express (RE 7) nach Berlin und Bad Belzig und stündlich nach Dessau (von Bad Belzig). Allerdings hat Trebitz keinen Bahnhof, die nächsten Haltepunkte liegen in Brück oder bei Baitz.

### Planetal und Landschaftswiesen
Während der Hauptort Brück bereits außerhalb des Naturparks Hoher Fläming liegt, befindet sich Trebitz am östlichen Rand noch innerhalb des Großschutzgebietes. Das Dorf hat sich am Eingang der Plane zu den Belziger Landschaftswiesen gebildet. Der Fluss durchschneidet hier eine kleine Hügelkette des Belziger Vorfläming, die das Baruther Urstromtal von acht Kilometern im Bereich der Belziger Landschaftswiesen auf drei Kilometer im Durchlass bei Brück verengt. Südwestlich des Tals und von Trebitz erhebt sich die Hügelkette mit dem Fuchsberg (64 Meter) und dem Räuberberg (69 Meter) rund 20 Meter über das Höhenniveau der Landschaftswiesen beziehungsweise der Urstromtalung, das zwischen 40 und 44 Meter NN schwankt. Den westlichen Teil des kleinen Plateaus bedeckt die Neschholzer Heide, die wiederum westlich zum Tal des Streckerbachs und Baitzer Bachs abfällt.
Nach Nordosten folgt zwischen Trebitz und Brück in leicht erhöhter Lage ein Waldgebiet entlang der Kleinen Plane. Das westlich angrenzende Naturschutzgebiet Belziger Landschaftswiesen gehört heute als SPA = Special Protection Area zum Europäischen Vogelschutzgebiet Unteres Rhinluch, Dreetzer See, Havelländisches Luch und Belziger Landschaftswiesen im Schutzgebietsystem Natura 2000. Zählungen zu Beginn des 21. Jahrhunderts listeten insgesamt rund 160 Vogelarten, darunter 110 Wiesenbrüter, auf. 30 dieser Vögel stehen auf der Roten Liste gefährdeter Arten Deutschlands.
Dazu zählen beispielsweise der Wachtelkönig (Crex crex; auch Wiesenralle), ein in einigen Staaten Mitteleuropas vom Aussterben bedrohter und weltweit bedrohter Vogel oder der gefährdete Kiebitz (Vanellus vanellus), der Vogel des Jahres 1996. Das Durchströmungsmoor der Landschaftswiesen bildet zudem ein bevorzugtes Durchzugs-, Rast und Überwinterungsgebiet für Zugvögel. Das Hauptaugenmerk der Naturschützer, die im benachbarten Dorf Baitz eine Naturschutzstation und Vogelschutzwarte unterhalten, gilt dem besonders gefährdeten märkischen Strauß, der Großtrappe  (Otis Tarda). Mit einem Gewicht von bis zu 18 Kilogramm zählen die Großtrappen nach den afrikanischen Riesentrappen (Ardeotis kori) zu den schwersten flugfähigen Vögeln weltweit. (Siehe ausführlich Belziger Landschaftswiesen.)

## Geschichte
Trebitz ist wahrscheinlich eine alte slawische Gründung. Zumindest geht der Name auf die slawische Zeit zurück, die 1157 mit der Gründung der Mark Brandenburg durch den ersten Markgrafen Albrecht den Bären zu Ende ging. Die älteste überlieferte schriftliche Erwähnung als villam trebegoz stammt aus dem Jahr 1251. Im Jahr 1476 findet sich die Bezeichnung Trebegatz und bereits 1526 der heutige Name Trebitz, der laut Reinhard E. Fischer mundartlich Tree:ewitz mit langem offenen diphthongischen e gesprochen wurde. Der Ortsname bedeutet Ort des Trebegost und ist nach einem slawischen Personennamen gebildet worden (Lit.: Reinhard E. Fischer). Als Name von sechs Dörfern, Gemeinden oder Ortsteilen kommt Trebitz in Brandenburg und Sachsen-Anhalt verhältnismäßig oft vor.
Wie die gesamte Brücker/Belziger Region gehörte auch Trebitz zu dem Gebiet, dessen Besitz zwischen der Markgrafschaft Meißen, der Markgrafschaft Brandenburg und dem Erzbistum Magdeburg wechselte. Erst mit dem Wiener Kongress 1815 fiel der nördliche Teil des sächsischen Kurkreises endgültig an Preußen. Bis zu diesem Zeitpunkt bildeten die Belziger Landschaftswiesen die Grenze zwischen dem Königreich Sachsen und der Mark Brandenburg. Im unmittelbar benachbarten Gömnigk besaßen die einflussreichen Zisterziensermönche des Klosters Lehnin laut Regestenverzeichnis seit dem 6. August 1251 die Mühle: Schenkung Graf Bederichs v. Belzig: eine Mühle bei Rottstock auf dem Fluß Plane mit allen Gewässern bis zum Dorf Trebegotz. Damit dehnten die Mönche aus der märkischen Zauche ihren Einflussbereich bis ins zu dieser Zeit bereits Sächsische aus und versuchten damit gezielt, den Landesausbau und die Siedlungspolitik der brandenburgischen askanischen Markgrafen zu stützen. (Lit.: Warnatsch)

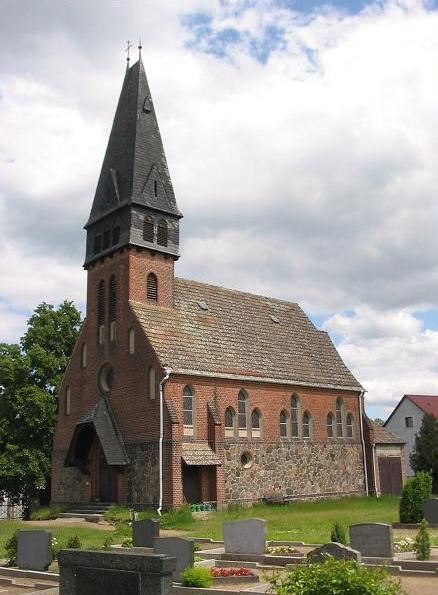
Dorfkirche

### Eingemeindung
Trebitz wurde am 1. Februar 1974 nach Brück eingemeindet.

## Dorf und Wirtschaft heute
Trebitz ist im Gegensatz zum handwerklich geprägten Brück ein traditionell und auch heute noch landwirtschaftlich orientiertes Dorf, das trotz seiner exponierten Lage am Rand der Belziger Landschaftswiesen nur wenig Anteil am neueren touristischen Aufschwung verschiedener Dörfer im Naturpark Hoher Fläming hat.
Während viele dieser Dörfer – wie auch das Nachbardorf Gömnigk – über sehenswerte mittelalterliche Feldsteinkirchen verfügen, stammt die vergleichsweise eher unspektakuläre Trebitzer Dorfkirche aus der jüngeren Zeit, steht aber gleichwohl unter Denkmalschutz. Das Gotteshaus wurde 1897/98 von dem Baubetrieb des Maurermeisters G. Koeber aus Lehnin im neugotischen Stil gebaut, nachdem die alte Kirche am 22. Juli 1894 abgebrannt war. Die Kirchenausstattung ist bauzeitlich. Die schöne Kanzel hat der Hofbildhauer Gustav Kuntzsch aus Wernigerode/Harz geschaffen.

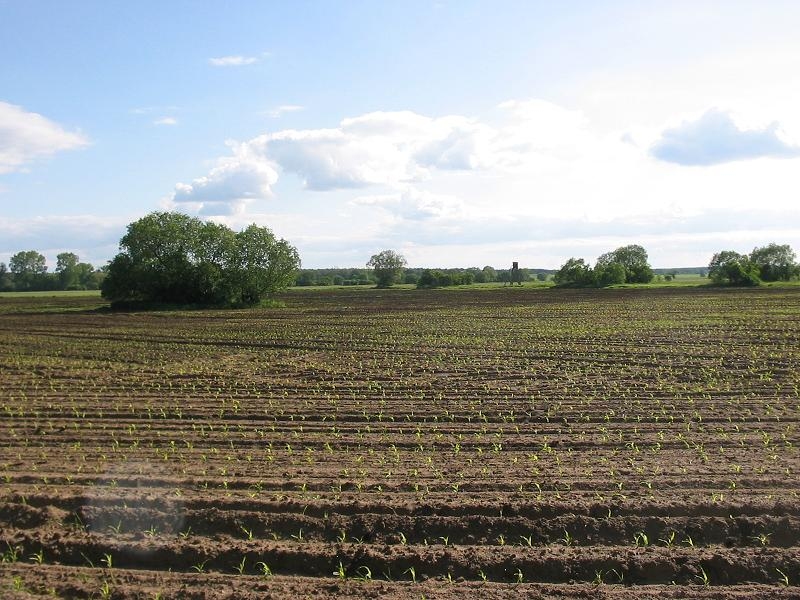
Feld bei Trebitz in den Bad Belziger Landschaftswiesen

Da sich die Felder und Äcker zu beiden Seiten der Plane tief hinein in den Bereich der Landschaftswiesen erstrecken, ist die Landwirtschaft von der Einbindung in die Naturschutzverordnung Belziger Landschaftswiesen unter dem Begriff des Vertragsnaturschutzes gekennzeichnet.  Von den 2461 Hektar der gesamten Naturschutzfläche (der Trebitzer Anteil daran ist unklar) steht etwas mehr als die Hälfte der landwirtschaftlichen Nutzung für den Ackerbau, als Viehweide und für die Heugewinnung zur Verfügung. Dabei werden die wirtschaftlichen Interessen mit den Anforderungen des Naturschutzes in Einklang gebracht, indem beispielsweise diese Fläche nochmals in drei Zonen mit unterschiedlichen Nutzungsbeschränkungen unterteilt ist. Die Ackerflächen wiederum sind zum Teil im Rückgriff auf die mittelalterliche Mehrfelderwirtschaft mit wechselnden Streifen Getreide, Erbsen, Lupinen, Raps, Klee und Kartoffeln angelegt, weil das daraus entstehende Mosaik aus Rotations- und Dauerbrachen den Großtrappen die ökologisch erforderlichen Brut- und Nahrungsflächen bietet (vergleiche ausführlich Belziger Landschaftswiesen, Kapitel Naturschutz als Interessenmanagement sowie Kapitel Wiesen- und Landschaftspflege).